# Chelsea Newton
Marie Chelsea Newton (Monroe, 17 febbraio 1983) è un'ex cestista e allenatrice di pallacanestro statunitense, professionista nella WNBA.

## Carriera
È stata selezionata dalle Sacramento Monarchs al secondo giro del Draft WNBA 2005 (22ª scelta assoluta).

## Palmarès
- Campionessa WNBA (2005)
- WNBA All-Rookie First Team (2005)
- WNBA All-Defensive Second Team (2007)